# Klemm Kl 105
Il Klemm Kl 105 era un monomotore da turismo biposto ad ala bassa realizzato dall'azienda tedesca Leichtflugzeugbau Klemm GmbH nei tardi anni trenta e rimasto al primo stadio di sviluppo.
Destinato al mercato dell'aviazione generale l'avvio alla produzione in serie venne compromessa dall'inizio della seconda guerra mondiale venendo realizzato in una piccola serie di prototipi equipaggiati con motori di piccola potenza.

## Storia del progetto
Nella seconda metà degli anni trenta, nell'ambito della segreta preparazione della Germania all'inizio della seconda guerra mondiale, il Reichsluftfahrtministerium (RLM), il ministero deputato alla gestione dell'intera aviazione tedesca del periodo, ritenne che la vicinanza degli stabilimenti Klemm al confine francese fosse strategicamente pericoloso e suggerì ad Hanns Klemm di spostare la produzione dei propri modelli in uno stabilimento della Germania centrale. Klemm, benché si fosse espresso sfavorevolmente dichiarando di non aver intenzione né di concedere la licenza di produzione ad altre aziende né di avviare la produzione di velivoli militari, fu costretto ad accettare un compromesso ed a costituire una nuova filiale ad Halle, in Sassonia, dove venne spostata la gran parte della manovalanza. La decisione di Klemm di non abbandonare gli stabilimenti di Böblingen causò una crisi nell'azienda che lo costrinse a cessare la produzione e trasferirsi a Berlino presso la Siebel Flugzeugwerke dall'amico Fritz Siebel, dove assunse il compito di progettare un nuovo velivolo da trasporto leggero, inizialmente designato Kl 104 e ridesignato in seguito Siebel Fh 104 Hallore.
In quest'ambito Klemm sviluppò una tecnologia costruttiva designata Schalenbauweise (letteralmente esoscheletrica) che prevedeva la realizzazione di due gusci con struttura in legno ricoperta da una pelle in legno che, unita con opportuni collanti, consentiva di avere una fusoliera dalle caratteristiche comparabili a quelle ottenute mediante l'impiego di altri metodi, ma introducendo vantaggi in quanto all'assemblaggio ed ai costi di realizzazione.
Pur non beneficiandone l'Fh 104, questa tecnologia venne riutilizzata nel progetto del nuovo Kl 105, un biposto destinato al mercato dei velivoli da turismo, indirizzato all'utenza privata ed ai club e che ereditava la fascia occupata precedentemente dai Kl 31 e Kl 32.

### Sviluppo
Il Kl 105 riproponeva l'aspetto dei suoi predecessori pari ruolo, monomotore ad ala bassa con cabina di pilotaggio chiusa a due posti affiancati. La propulsione era affidata ad un motore di bassa potenza, il nuovo Zundapp Z 9 in grado di erogare una potenza pari a 50 PS (36,8 kW).
Il primo prototipo, designato KL 105 V1, venne portato in volo nel corso del 1938 seguito da una serie di successivi esemplari che utilizzarono anche un diverso gruppo motoelica, l'Hirth HM 515.

## Tecnica
Il Kl 105 era un velivolo dall'aspetto convenzionale, basato sui precedenti modelli sviluppati dall'azienda e del quale manteneva le caratteristiche salienti: monomotore monoplano a carrello fisso.
La fusoliera, realizzata in legno con rivestimento di pannelli in compensato, era caratterizzata dalla presenza di una cabina di pilotaggio chiusa dove potevano trovare posto i due membri dell'equipaggio, il pilota ed il passeggero. Posteriormente terminava in un impennaggio classico monoderiva con piani orizzontali montati a sbalzo.
La configurazione alare era monoplana, con ala montata bassa sulla fusoliera, realizzata con una parte centrale alla quale erano poi collegate le due semiali richiudibili per favorire l'hangaraggio.
Il carrello d'atterraggio era un semplice biciclo fisso, collegato alla parte inferiore della fusoliera tramite una struttura tubolare ammortizzata ed integrato posteriormente da un pattino d'appoggio anch'esso ammortizzato.